# Isla de Maurelle
La isla de Maurelle es una isla en la Columbia Británica, Canadá. Es parte de las Islas del Descubrimiento entre la Isla de Vancouver y el continente, entre el estrecho de Georgia y el estrecho de Johnstone.
La isla Maurelle está ubicada al noreste de la isla Quadra, al sureste de la isla Sonora y al norte de la isla Read dentro del área electoral C del distrito regional de Strathcona. La isla está separada del continente por el canal Calm l, de la isla Quadra por el canal Okisollo, de la isla Read por el pasaje de Whiterock y de la isla Sonora por un angosto estrecho llamado Hole in the Wall. El estrecho pasaje entre la isla Quadra y la punta Antonio, el extremo sur de la isla Maurelle, se conoce como Surge Narrows. Las corrientes de marea en los estrechos promedian un flujo máximo de 3.6 m/s.
El parque provincial Surge Narrows se encuentra en el extremo sur de la isla Maurelle.
La isla de Maurelle recibió su nombre en 1903 por la Junta de Nombres Geográficos de Canadá, en honor del oficial naval español Francisco Antonio Mourelle de la Rúa.